# Гольцкірхен (Верхня Баварія)
Гольцкірхен (нім. Holzkirchen) — громада в Німеччині, знаходиться в землі Баварія. Підпорядковується адміністративному округу Верхня Баварія. Входить до складу району Місбах. Громада Гольцкірхен — найбільш густо населена та економічно розвинута у районі.
Площа — 48,33 км2. Населення становить 16 770 ос. (станом на 31 грудня 2020).

## Географічне розташування
Громада лежить за 30 км на південь від столиці землі, міста Мюнхен, та приблизно за 20 км на північ від озера Тегернзее й курортного міста Бад-Тельц.

## Транспортне сполучення
Залізничний вузол Гольцкірхен має гарне сполучення з Мюнхеном лініями Мюнхен-Гольцкірхен і Мюнхен Схід-Дайзенхофен

## Галерея

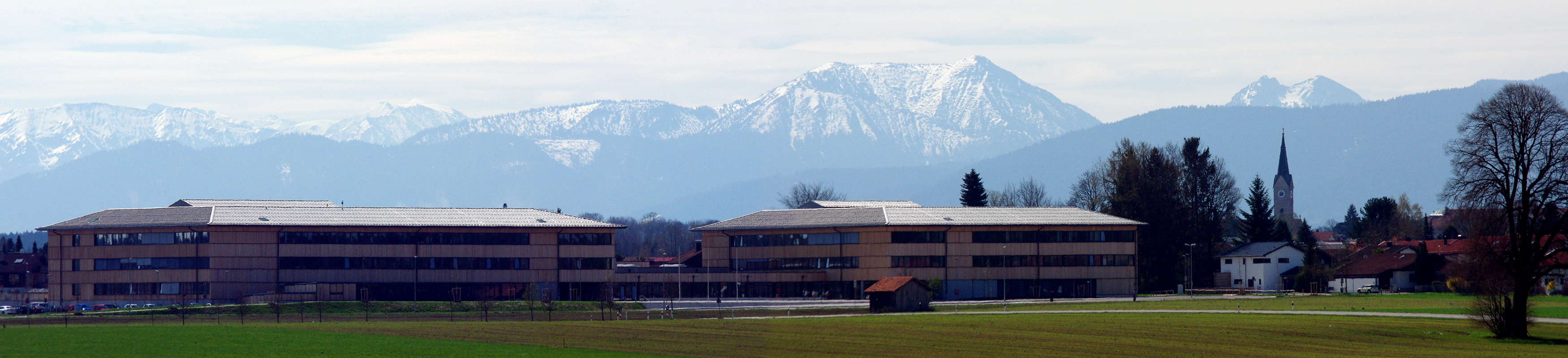
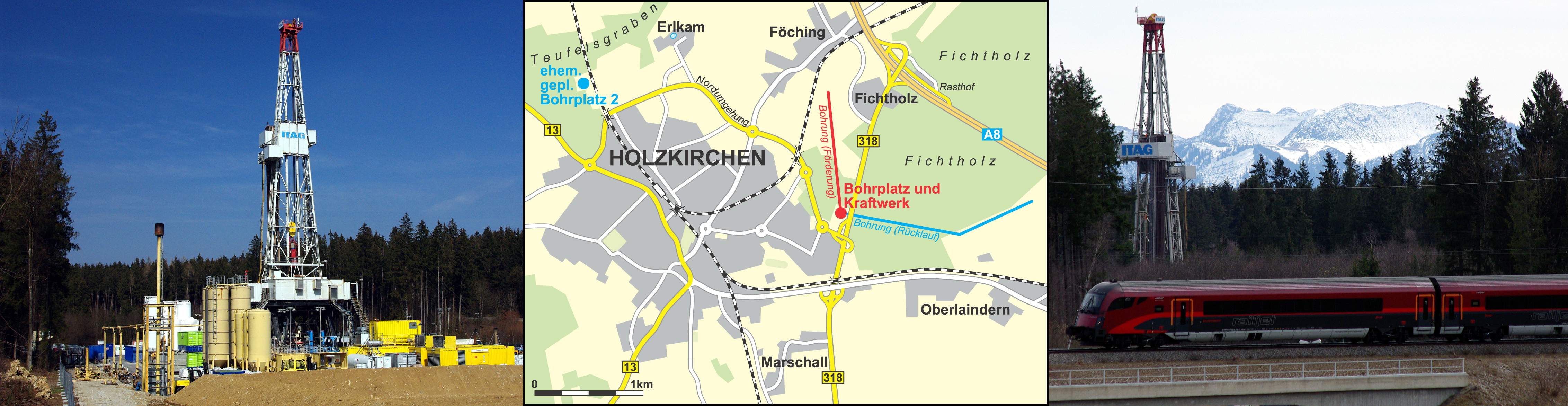